# احمد مددی
احمد مددی (انگلیسی: Ahmad Madadi؛ زادهٔ ۳۱ اوت ۱۹۹۴) بازیکن هندبال اهل قطر است.